# Polygelin
Polygelin ist ein Polymer aus Harnstoff und hydrolysierter Gelatine mit einer mittleren molaren Masse von 35.000 (5.000 bis 50.000) Dalton.
Polygelin wird über die Nieren ausgeschieden und besitzt eine Plasmahalbwertszeit von drei bis sechs Stunden. Diese ist bei Patienten mit Nierenschädigung auf bis zu 16 Stunden erhöht. Unerwünschte Arzneimittelwirkungen vor allem aufgrund einer Histaminfreisetzung (Blutdruckabfall, Bronchospasmus und Hautbeteiligungen wie Urtikaria) wurden in 0,78 % der Fälle beobachtet.

## Anwendung
Anwendung findet Polygelin in 3,5%iger Konzentration als kolloidale Polypeptidlösung und Plasmaersatzmittel zur „steuerbaren Volumentherapie“ ohne Expansion (Handelsnamen Haemaccel 35 oder Emagel), das sich aber nicht für eine präoperative akute normovoläme Hämodilution (ANH) eignet.
Zudem ist bzw. war es in verschiedenen Impfstoffen und anderen Arzneimitteln als Stabilisator vorhanden. Derzeit enthalten ist Polygelin  z. B. in den Tollwutimpfstoffen Rabipur und Rabivac sowie in BCG medac, einem Arzneimittel zur Instillation in die Blase gegen Blasenkrebs.